# Fra marionetternes liv
Fra marionetternes liv er en dramafilm fra 1980 skrevet og instrueret af Ingmar Bergman. Filmen blev produceret i Vesttyskland og var hovedsageligt optaget i sort-hvid, men på opfordring fra tv-stationen ZDF blev der tilføjet nogle farver for både prologen og afslutningen. Den skildrer det ustabile forhold mellem parret Katarina og Peter Egermann, som kulminerer i Peters mord på en prostitueret.
Fra marionetternes liv havde pemiere i juli 1980 på en mindre festival i Oxford, England. Den blev udsendt på ZDF den 3. november 1980 og udkom i tyske biografer tre dage senere. Filmen blev efterfølgende udgivet i Sverige den 24. januar 1981.

## Medvirkede
- Robert Atzorn som Peter Egermann
- Christine Buchegger som Katarina Egermann
- Lola Müthel som Cordelia Egermann
- Heinz Bennent som Arthur Brenner
- Martin Benrath som Mogens Jensen
- Walter Schmidinger som Tim
- Rita Russek som Katarina Krafft
- Toni Berger som vagt
- Gaby Dohm som sekretær
- Ruth Olafs som sygeplejerske
- Karl-Heinz Pelser som forhørsleder
- Michel Wagner som bartender